# Богат, Евгений Михайлович
Евгений Михайлович Богат (16 июля 1923 — 16 мая 1985) — советский журналист, писатель.

## Биография
Евгений Богат (Богад) родился в Киеве в семье старого большевика. В 1935 году в возрасте сорока лет скоропостижно умер его отец. Спустя некоторое время его мать с новым мужем переехала в Ленинград, потом в Москву.
В Москве Богат окончил школу, а сразу после окончания попал в автомобильную катастрофу. Из-за травм его освободили от военной службы, и его мать увезла его в эвакуацию в Свердловск.
В школьные годы публиковался в газете «Пионерская правда» и детском журнале «Костёр».
В 1944 году Богат окончил факультет журналистики Уральского университета, и тогда же по распределению был послан в Северную Осетию, где несколько лет проработал ответственным секретарем «Социалистической Осетии».
После войны вернулся в Москву. С работой всё складывалось плохо из-за «пятого» пункта. Он работал в многотиражках, на строительстве Московского Университета, в «Строительной газете», внештатно в «Вечерней Москве>», а в 1957 году пришёл на работу в только что организованную газету Московской области «Ленинское знамя», сначала заместителем ответственного секретаря, потом — редактором строительного отдела.
В 1964 году пришел в «Литературную газету» — сначала редактором отдела коммунистического воспитания, потом — обозревателем «ЛГ».

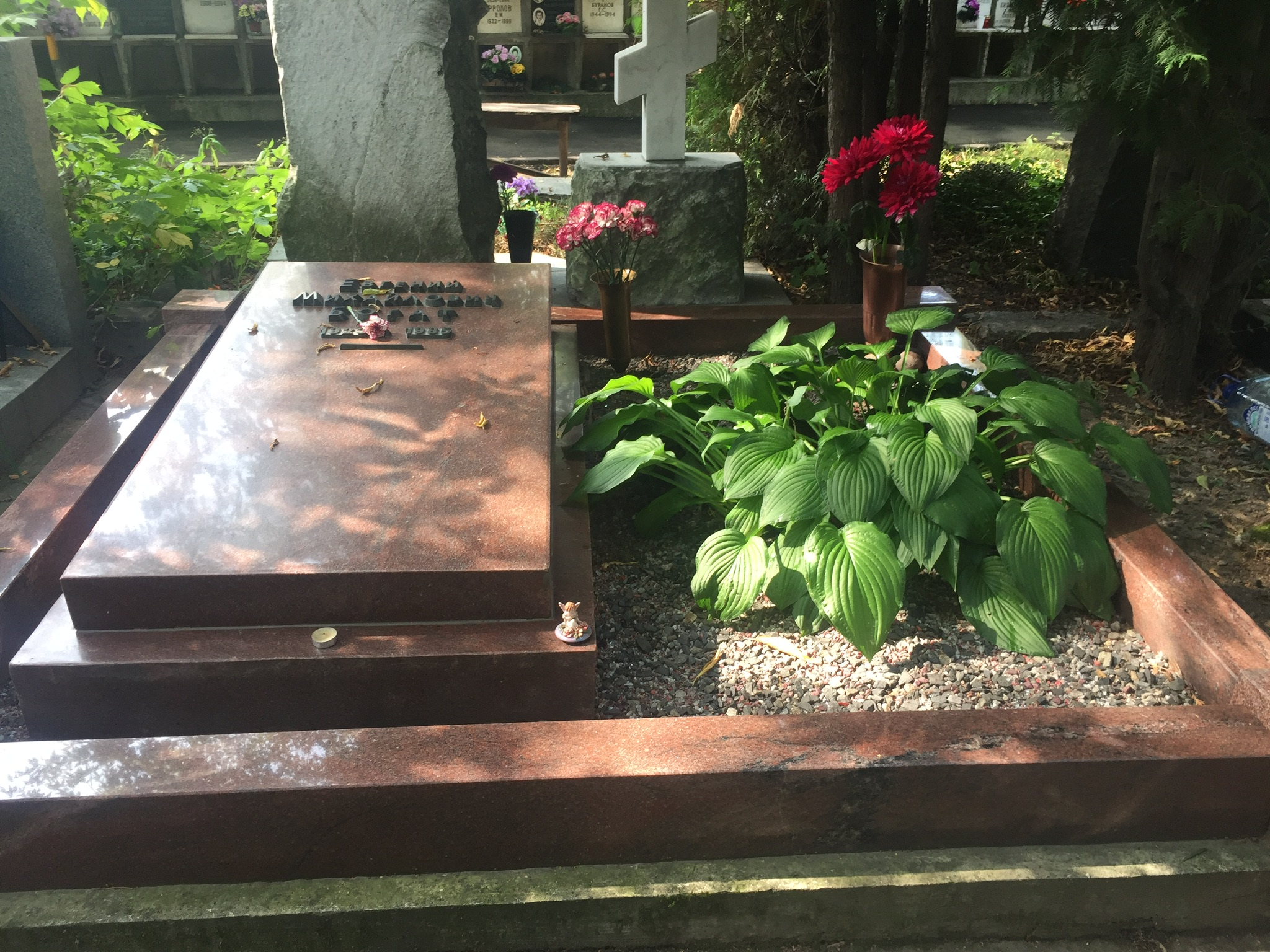
Могила Е. М. Богата на Кунцевском кладбище

Умер 7 мая 1985 г.
Похоронен на Кунцевском кладбище.

## Семья
- Отец — Михаил Семёнович Богад (1894—1935), директор предприятия «Котломонтаж».
- Дочь — Ирина Евгеньевна Богат (род. 1960), директор издательства «Захаров».